# Celama vicina
Celama vicina är en fjärilsart som beskrevs av Walter Karl Johann Roepke 1948. Celama vicina ingår i släktet Celama och familjen trågspinnare. Inga underarter finns listade i Catalogue of Life.